# Nokia X Software Platform
Nokia X Software Platform fue un sistema operativo creado por Nokia, parte de la familia Linux, basado en Android Open Source Project o AOSP (Siglas en Inglés) en su versión 4.1.2

## Historia
Su primera aparición fue en el MWC 2014 realizado en la Barcelona, en donde Nokia realizó la presentación formal la nueva gama X, con teléfonos inteligentes ejecutando el Nokia X Software Platform.
En junio de 2014 se anunció la segunda generación de la familia Nokia X con la presentación del Nokia X2.
El 17 de julio de 2014, Microsoft anunció que los futuros teléfonos de la gama Nokia X usarían Windows Phone y no Android, pasando a ser teléfonos de bajo coste de la gama Lumia. Esto supondría el fin del desarrollo de Nokia X Software Platform apenas unos meses después de su presentación.

## Interfaz
La apariencia de la pantalla principal está ligánda visualmente a los sistemas operativos móviles Windows Phone y la plataforma Asha, conjugando los Live Titles de Windows Phone y el Fastlane de los Nokia Asha en la pantalla principal e interfaz de Nokia X Software Platform.

## Aplicaciones y servicios
Nokia X Software Platform, al ser un sistema fork de Android, es capaz de instalar y ejecutar las aplicaciones .apk propias de este sistema. Las aplicaciones se pueden obtener de la Nokia Store, aunque también se tiene la posibilidad de poder descargar e instalar aplicaciones provenientes de tiendas de terceros.
Los servicios y aplicaciones que ejecuta el sistema son los ya ofrecidos en los Windows y en los teléfonos de la gama Asha, como Here Maps o MixRadio. Además, este sistema no está vinculado a los servicios de Google sino que está vinculado a los servicios y aplicaciones provistos por Microsoft, como OneDrive, Skype, Outlook, Bing, Microsoft Calendar entre otros.
El sistema tiene su propia API para pagos in-app y Nokia Notifications.